# Centre hospitalier de Basse-Terre
Le Centre hospitalier Basse-Terre ou CHBT est un centre hospitalier situé à Basse-Terre, sur l'île de la Guadeloupe.